# Louis Lallemant (homme politique)
Pour les articles homonymes, voir Louis Lallemant et Lallemant.
Louis Lallemant est un homme politique français né le 8 août 1878 à Neuilly-sur-Marne (Seine-Saint-Denis) et décédé le 21 décembre 1948 à Amiens (Somme).

## Biographie
Docteur en droit, il fut avocat à Paris en 1905, puis à Amiens en 1913, agréé auprès du tribunal de commerce. Pendant la Première Guerre mondiale, il combattit dans le 9e régiment d'infanterie territoriale et fut décoré de la Croix de guerre et de la Légion d'honneur.
De sensibilité radicale-socialiste, il devint conseiller municipal et adjoint au maire d'Amiens en 1919. Il fonda l' « œuvre des patronages laïques des écoles primaires » et fut président de la fédération départementale des combattants républicains. Président de la fédération du parti radical de la Somme, il fut député de la Somme de la 2e circonscription d'Amiens 1932 à 1936 en battant, au second tour, le député sortant Jean Masse.
À la Chambre des députés, il fit partie de la commission « chargée de rechercher les causes et origines des événements du 6 février 1934 », il participa activement aux travaux de la commission de l'administration générale, de l'assurance et de la prévoyance sociales.
Aux élections législatives de 1936, il fut devancé au premier tour par la candidat du parti communiste Louis Prot et, appliquant la discipline républicaine, il se retira alors de l'élection. Tirant les conséquences du désaveu de l'électorat, il se démit de ses fonctions municipales et quitta la vie publique. Il redevint avocat au barreau d'Amiens en 1939.

## Distinctions
- Chevalier de la Légion d'honneur (1er septembre 1920)[1]
- Croix de guerre 1914–1918

## Sources
1. ↑  « Recherche - Base de données Léonore », sur www.leonore.archives-nationales.culture.gouv.fr (consulté le 28 octobre 2023)

- « Louis Lallemant (homme politique) », dans le Dictionnaire des parlementaires français (1889-1940), sous la direction de Jean Jolly, PUF, 1960 [détail de l’édition]